# Rychlostní lyžování

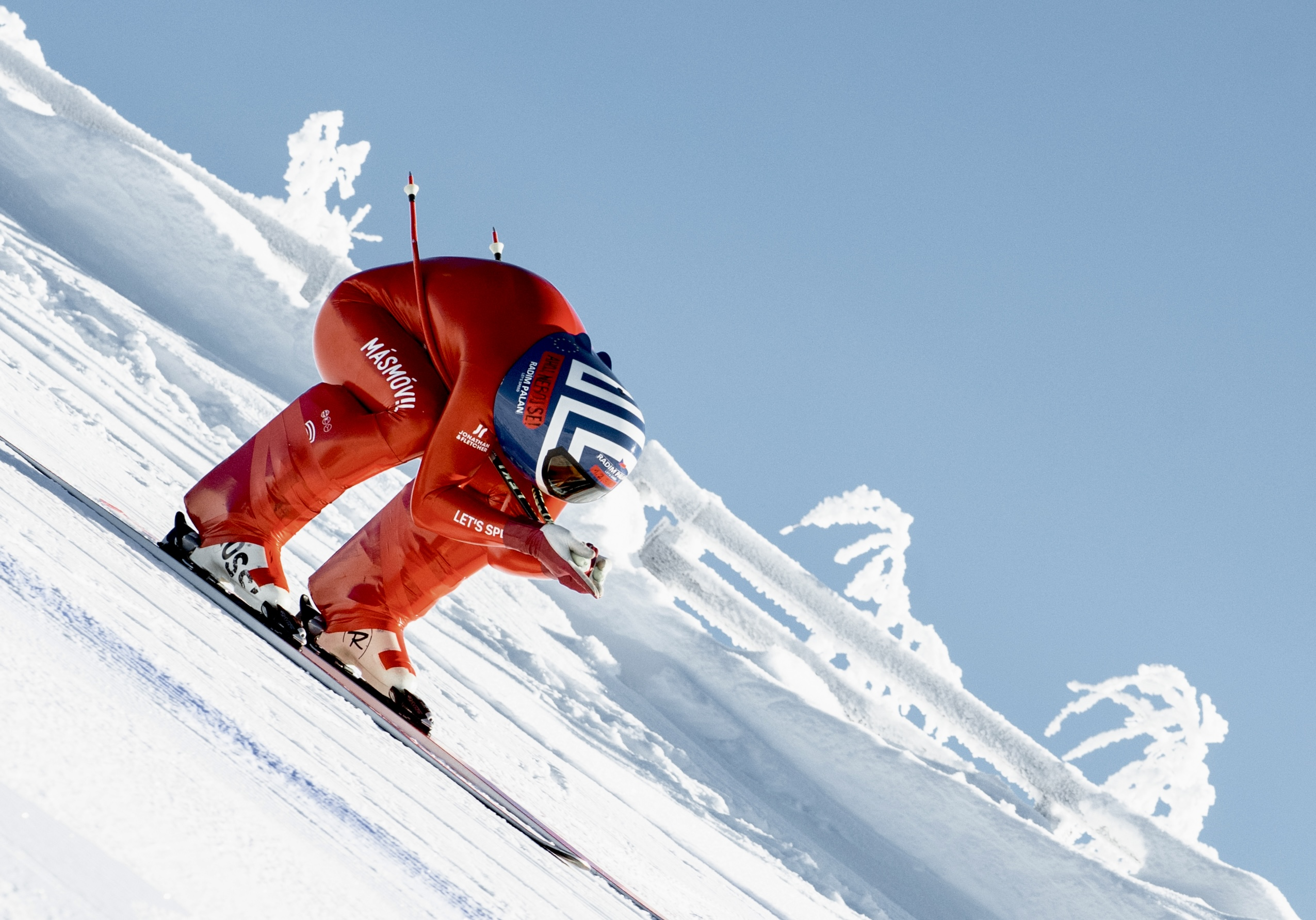
Rychlostní lyžař Radim Palán ve Finsku

Rychlostní lyžování (také Speedski nebo KL podle francouzského Kilometre lancé — volný kilometr) je zimní sportovní disciplína, která se vyvinula z alpského lyžování. Závodníci při ní dosahují nejvyšší rychlosti, jaké lze na zemském povrchu bez použití motoru dosáhnout: až přes 250 km/h.
Provozuje se na speciálně upravených tratích, jakých je na světě jen několik, nejznámější a nejrychlejší je ve Vars ve Francii. Dále pak v Andoře, v Idre ve Švédsku, Salle ve Finsku a v minulosti Cervinia v Itálii a Les Arcs ve Francii a Verbier ve Švýcarsku.
Trať je rovná a dlouhá jeden kilometr, maximální spád dosahuje 50°, závodníci se na ni spouštějí po spádnici kopce bez brzdění. V první fázi nabírají rychlost, následuje stometrový měřený úsek a zbytek trati je určen k postupnému zpomalení.
K dosažení optimálního výkonu se závodník musí „sbalit“ do ideálního aerodynamického postoje, odpor vzduchu minimalizuje také kombinéza z polypropylenových vláken s minimálním třením, integrální přilba kapkovitého tvaru a protáhlé nástavce na lýtkách – spoilery. Speciální lyže pro tuto disciplínu jsou 220 až 240 cm dlouhé a 10 cm široké, nesmějí vážit více než 15 kg. Ke stabilizaci postoje slouží hůlky, tvarované podle těla a dlouhé minimálně jeden metr.
Prvním oficiálně změřeným pokusem o vytvoření rychlostního rekordu na lyžích byla jízda Rakušana Gustava Lantschnera ve Svatém Mořici roku 1930, pří níž dosáhl 105,675 km/h. O rok později ho překonal krajan Leo Gasperl výkonem 136,6 km/h. Stopadesátikilometrovou hranici překonal jako první Ital Zeno Colò roku 1947: 159,291 km/h. Colò měl na sobě ještě šponovky a svetr a jel bez přilby, postupem času však docházelo k vývoji nových materiálů a hledání optimálního sklonu těla, což vedlo k novým rekordům. Jako první zajel přes dvě stě kilometrů Američan Steve McKinney roku 1978 v chilském Portillu (200,22 km/h). V roce 2016 vytvořil ve Vars světové maximum Ital Ivan Origone. – 254,958 km/h.
Od Mistrovství světa v březnu 2023 je aktuálně nejrychlejším lyžařem planety Francouz a rodák z Vars – Simon Billy s rychlostí 255,50 km/h.
Rychlostní lyžování bylo ukázkovým sportem na Zimních olympijských hrách 1992. Soutěž mužů vyhrál Michaël Prüfer (Francie) výkonem 229,299 km/h, soutěž žen Tarja Mulariová (Finsko) za 219,245 km/h. Na šestém místě skončil reprezentant Československa Petr Kakeš (známý také jako dětský herec z filmu Homolka a tobolka), který byl dlouhá léta také českým rekordmanem. Až v roce 2013 ho překonal Radek Čermák, když zajel 237,69 km/h a roku 2017 rekord posunul na 243,57 km/h.
Nejrychlejším Čechem na lyžích a aktuálním rekordmanem je Radim Palán s rychlostí 248,22 km/h z Mistrovství světa 2023 ve Vars.
Radim Palán je ke dnešnímu dni také nejúspěšnějším českým rychlostním lyžařem co se pódiových umístění týče: vicemistr světa 2024, 3. místo celkově za Světový pohár 2023, čtyřikrát 3. místo při závodech SP – Idre a Vars a první místo v kategorii S2 v Andoře roku 2018.
Mezinárodní lyžařská federace pořádá také od roku 1996 Mistrovství světa a od roku 2002 Světový pohár v rychlostním lyžování.